# Medling
Medling är en form för konfliktlösning mellan två eller flera parter, där en opartisk utomstående part (medlare, på arbetsmarknaden tidigare kallad förlikningsman), hjälper de inblandade parterna att frivilligt nå en lösning på en konflikt eller tvist alternativt att komma ur ett dödläge. Medlaren är en neutral facilitator som hjälper parterna att kommunicera och utforska möjliga lösningar. Medling är inte en process för att bestämma vem som har "rätt" eller "fel" och medlaren tar inte ställning eller beslutar om utfall. Eventuella överenskommelser nås av parterna själva.
Medling används inom en rad olika områden såsom familjetvister, tvister mellan arbetsmarknadens parter, affärstvister, grannfejder och internationella konflikter. Det är ofta vara en snabbare och mindre kostsam process för parterna än att lösa en tvist i domstol. Framgången för medling beror på flera faktorer, inklusive parternas villighet att samarbeta, tvistens typ, och medlarens skicklighet. Eftersom medling fokuserar på samarbete istället för konfrontation, kan den bidra till att bevara eller till och med förbättra relationerna mellan parterna.

## Tankarna bakom metoden
Utgångspunkt för en medlare är att det är konfliktparterna själva som ska – och kan – lösa sin konflikt. Det är konfliktparterna som äger konflikten och är experter på den. Om konfliktparterna själva jobbar fram lösningen känner de större ansvar för att den ska fungera och sannolikheten är större att de fullgör sina åtaganden. Det innebär att det också är viktigt att deltagandet i medlingen är frivilligt och kan avbrytas när som helst.  
Medan konfliktparterna har ansvaret för innehållet, är medlarens ansvar själva processen. En konfliktsituation är ofta kaotisk. Det gäller för medlaren att skapa trygghet och en struktur genom vilken konfliktparterna konstruktivt kan kommunicera med varandra. Konfliktparterna skall känna förtroende för medlarens kompetens och opartiskhet. Medling är ofta konfidentiell, vilket också medför trygghet för konfliktparterna. 
En av grundtankarna med medling är att parterna skall kunna fortsätta någon form av relation. Det här är en av medlingens starkaste punkter; att parterna inte skall fortsätta med en destruktiv relation. Konflikter som ”löses” genom någon form ”överkörning” eller avståndstagande, lämnar en rest som mycket väl kan leda till nya konflikter senare och på andra håll. Samtidigt så handlar medling inte om att fördela skuld eller fördöma någon.
Det faktum att en medlingsprocess också är utvecklande för parterna har uppmärksammats mycket. Genom erfarenheten från en medling får man med sig nya sätt att tänka, och kan agera mer konstruktivt vid framtida konflikter. Medling har därför också kallats för ”fredsrörelse på gräsrotsnivå”.

## Stegen vid medling
En medlare kontaktas oftast av en av parterna, och medlaren tar i sin tur kontakt med den andra parten. Om båda parterna är villiga att delta, är det bara att komma överens om tid och plats. Väl i medlingssituationen får parterna redogöra för sina respektive bilder av situationen. Medlarens uppgift är sedan att se till att båda parterna förstår den andres bild av situationen – vilket inte är detsamma som att hålla med. 
Fokus kommer sedan att ligga på framtiden, vad parterna kan göra för att lösa konflikten. Parterna försöker komma på olika alternativ, och tillsammans kommer de fram till vilket alternativ som parterna känner är det rätta. Det viktiga här är att skilja på sak och person, och på intressen och behov. Det gemensamma beslutet bör sedan formuleras i skriftlig form. Detta kan vara tillräckligt för att hantera konflikten, men det kan vara bra att komma överens om att ha ytterligare ett möte för att stämma av hur det har gått. Det är alltid bra att som medlare utgå ifrån att en medlingsprocess tar upp mer än ett möte, då konstruktiv konflikthantering tar sin tid.

## Medling i arbetstvister
I Sverige antogs den första lagen om medling i arbetstvister 1906. Denna lagstiftning modifierades vid några tillfällen men var i huvudsak intakt fram till 2000. Det svenska systemet för medling i arbetstvister byggde på frivillighet. Här saknas, till skillnad från i exempelvis Danmark eller Norge, en tradition där staten avgör tvister om medlingen lyckas. Ansvaret för medling låg fram till 2000 hos Statens förlikningsmannaexpedition. Denna organisation hade begränsade resurser till sitt förfogande. Medlarna, de så kallade förlikningsmännen, var utsedda för att ansvara för ett geografiskt distrikt men var inte anställda på heltidsbasis. I större konflikter kunde särskilda medlare utses.
Under perioden 1913 till 1938 medverkade statens förlikningsmän vid lösningen av närmare 1500 arbetsinställelser, vilket motsvarade 24 procent av alla registrerade strejker och lockouter. Särskilt vanligt tycks det ha varit att förlikningsmännen bidrog till att konflikter löstes genom kompromisser.
Det ursprungliga syftet med det svenska systemet för medling i arbetstvister var att bidra till att lösa konflikter på arbetsmarknaden. På senare tid har emellertid medlingens mål kommit att vidgas till att även bidra till en väl fungerande lönebildning. Denna förändring blev tydligt under 1980-talet och kodifierades i Industriavtalet 1997 och i lagstiftning 2000, då Staten förlikningsmannaexpedition ersattes av Medlingsinstitutet.

## Medling vid brott
Vid medling vid brott är syftet inte att komma fram till en gemensam överenskommelse. Mötet skall i stället vara ett tillfälle för brottsoffret att bearbeta händelsen och för brottslingen att förstå konsekvenserna av brottet. Målet med medlingen är att minska de emotionella effekterna av den brottsliga handlingen. Medlingen är frivillig för båda parter. Medlingen regleras genom Lagen (2002:445) om medling med anledning av brott som gäller sedan 2002.

## Medling vid domstol
I tvistemål kan rätten uppdra åt en medlare att försöka få parterna att komma överens helt eller delvis. Det är möjligt att besluta om medling både i tvister mellan föräldrar angående barn och i dispositiva tvistemål. Medling i mål som rör barn regleras i 6 kap. 18 a § föräldrabalken. Lagstödet för så kallas särskild medling i dispositiva tvistemål finns för tingsrätterna i 42 kap. 17 § andra stycket rättegångsbalken, för hovrätterna i 50 kap. 11 § andra stycket rättegångsbalken och för Arbetsdomstolen även i 5 kap. 3 § lagen (1974:371) om rättegången i arbetstvister.